# Décio Luís Schons
Décio Luís Schons GCMM (Tupanciretã, 30 de agosto de 1955) é um general de exército do Exército Brasileiro, que comandou a Escola Superior de Guerra, no Rio de Janeiro e foi chefe do Departamento de Ciência e Tecnologia do Exército.

## Carreira Militar

### Oficial
Iniciou sua carreira militar em 08 de março de 1973, ao ingressar na Escola Preparatória de Cadetes do Exército, onde terminou o curso em 1975 como 1º colocado de sua turma. Graduou-se aspirante-a-oficial de cavalaria em 14 de dezembro de 1979, na Academia Militar das Agulhas Negras, sendo novamente o primeiro colocado geral de sua turma. Foi promovido a segundo-tenente em 31 de agosto de 1980 e a primeiro-tenente em 25 de dezembro de 1981. Nesse período, foi instrutor da Escola Preparatória de Cadetes do Exército.
Atingiu ao posto de capitão em 25 de dezembro de 1985 e em 1988 realizou o curso da Escola de Aperfeiçoamento de Oficiais (EsAO), onde foi o primeiro colocado de sua turma de cavalaria. Em função disso, recebeu a Medalha Marechal Hermes de prata com duas coroas. Em seguida, foi instrutor da Academia Militar das Agulhas Negras e ajudante de ordens do Ministro do Exército.

### Oficial Superior
Promovido a major em 31 de agosto de 1992, cursou a Escola de Comando e Estado-Maior do Exército (ECEME) no biênio 1995/1996 e ascendeu a tenente-coronel em 31 de agosto de 1997. Exerceu a função de assistente do Comandante do Exército e foi adjunto da Comissão do Exército Brasileiro em Washington, nos Estados Unidos.
No período de 11 de janeiro de 2002 a 6 de dezembro de 2003, comandou a Escola Preparatória de Cadetes do Exército, em Campinas. Durante o comando, foi promovido a coronel em 31 de agosto de 2003. Em 2004 e 2005 serviu no Gabinete do Comandante do Exército e depois assumiu a chefia da Comissão do Exército Brasileiro em Washington. Ao retornar ao Brasil, voltou a trabalhar no Gabinete do Comandante do Exército, como chefe da Assessoria de Pessoal.

### Oficial General
Promovido a general de brigada em 25 de novembro de 2009, foi designado para comandar a 6ª Brigada de Infantaria Blindada, em Santa Maria (Rio Grande do Sul). Em novembro de 2011, foi nomeado Diretor de Avaliação e Promoções do Exército, em Brasília. Foi promovido a General de Divisão em 31 de março de 2013.
Em 6 de novembro de 2013, foi nomeado para o cargo de Diretor do Departamento de Desporto Militar da Secretaria de Pessoal, Ensino, Saúde e Desporto do Ministério da Defesa. Em 28 de março de 2014 foi exonerado desse cargo e nomeado, dentro do mesmo Ministério, Subchefe de Política e Estratégia da Chefia de Assuntos Estratégicos do Estado-Maior Conjunto das Forças Armadas. Em 30 de julho desse mesmo ano, foi designado Subchefe de Assuntos Internacionais do Ministério da Defesa. Em seguida, comandou a 2ª Divisão de Exército, no período de 22 de janeiro de 2016 a 24 de março de 2017.
Promovido a general de exército em 31 de março de 2017, comandou a Escola Superior de Guerra, no Rio de Janeiro, de abril de 2017 a abril de 2019. 
Em seguida, foi Chefe do Departamento de Ciência e Tecnologia do Exército, até passar para a reserva em maio de 2021.
Admitido à Ordem do Mérito Militar em 1994 no grau de Cavaleiro ordinário, foi promovido a Oficial em 1999, a Comendador em 2009, a Grande-Oficial em 2013 e a Grã-Cruz em 2017.